# Ann Shoemaker
Ann Shoemaker, född 10 januari 1891 i Brooklyn, New York, död 18 september 1978 i Los Angeles, Kalifornien, var en amerikansk skådespelare. Under åren 1928-1974 medverkade hon i ett 70-tal Hollywood-filmer och i TV-produktioner. Hon var gift med skådespelaren Henry Stephenson.

## Filmografi, urval
- 1935 – Vid 19 år
- 1937 – Får jag lov?
- 1937 – Stella Dallas
- 1937 – Mysteriet i Sydstaterna
- 1939 – Vi charmörer
- 1940 – Min favorithustru
- 1940 – Vi jazzkungar
- 1941 – Bröllopsdansen
- 1944 – 30 sekunder över Tokio
- 1945 – Konflikt
- 1947 – Handen på hjärtat
- 1949 – Inteckning i livet
- 1950 – Huset vid floden
- 1966 – Storsvindlarna

## Teater
| År   | Roll                        | Produktion            | Regi            | Teater                     |
| ---- | --------------------------- | --------------------- | --------------- | -------------------------- |
| 1951 | Lucy Allerton Sjuksköterska | Dream Girl Elmer Rice | Morton Da Costa | City Center, New York, USA |